# Guillermo García Realpe
Guillermo García Realpe (La Cruz, 17 de noviembre de 1954) es un abogado, economista, político y ex senador colombiano, miembro del Partido Liberal.

## Carrera profesional
Nacido en La Cruz, Nariño, obtuvo los títulos de economista y abogado por parte de la Pontificia Universidad Javeriana, así como una Maestría en Desarrollo Económico por la Universidad Internacional de Andalucía.
Fue concejal de Pasto y diputado de la asamblea de Nariño y entre 1994 y 1997 trabajó para el Ministerio del Interior, como asesor y Secretario General, siendo Ministro Horacio Serpa. En 1998 postuló infructuosamente al Senado y buscó la candidatura liberal a la Gobernación de Nariño en 2000 y 2003, sin éxito. Fue Secretario de Hacienda de Nariño y en 2002 hizo parte de la lista del senador Aurelio Iragorri, correspondiéndole ejercer la curul de senador como suplente en varias ocasiones. En 2006 postula nuevamente al Senado, pero queda fuera por poco más de 3.000 votos; asume la jefatura del Partido Liberal en Nariño y realiza una exitosa alianza con el Polo Democrático Alternativo para la gobernación del departamento, logrando la elección de Antonio Navarro, quien le nombra Secretario de Gobierno en enero de 2008.
En junio de 2008 renuncia la gabinete departamental para asumir como senador suplente en reemplazo de Luis Fernando Velasco, quien era investigado por parapolítica, tras ser absuelto éste, García salió del Congreso; en enero de 2009, tras la muerte del senador Víctor Renán Barco, García Realpe se convirtió en Senador en propiedad. En las elecciones de 2010 se presentó como candidato a la reelección, los últimos reportes de la Registraduría Nacional lo ubican entre los candidatos clasificados.

## Congresista de Colombia
En las elecciones legislativas de Colombia de 2010, García Realpe fue elegido senador de la república de Colombia con un total de 36.042 votos. 

### Iniciativas
El legado legislativo de Guillermo García Realpe se identificó por su participación en las siguientes iniciativas desde el congreso:
- Construir una política de Estado para las víctimas, sobre la base de la justicia, verdad y reparación (Retirado).[3]
- Evitar que las entidades territoriales entreguen a título de concesión o a cualquier otro título el recaudo y gestión de sus diferentes tributos a terceros.[4]
- Exaltar la memoria, vida y obra del poeta Nariñense Aurelio Arturo, al cumplirse el primer centenario de su nacimiento (Archivado).[5]

## Carrera política
Su trayectoria política se ha identificado por:

### Partidos políticos
A lo largo de su carrera ha representado los siguientes partidos:
| Partido político | Fecha Inicio        | Fecha Fin |
| Partido Liberal  | 20 de julio de 2002 |           |

### Cargos públicos
Entre los cargos públicos ocupados por Guillermo García Realpe, se identifican:
| Cargo público                                  | Partido político | Fecha Inicio        | Fecha Fin            |
| Senador de la Repùblica                        | Partido Liberal  | 22 de enero de 2009 | 20 de julio de 2010  |
| Secretario de Gobierno                         | Partido Liberal  | 2 de enero de 2009  | 11 de mayo de 2010   |
| Secretaria General del Ministerio del Interior | Partido Liberal  | 1 de enero de 1995  | 1 de febrero de 1997 |